# Ion Ioanid
Ion Ioanid (n. 26 martie 1926, România – d. 12 octombrie 2003, München, Germania) a fost memorialist, disident, crainic și redactor al postului de radio „Europa Liberă”.

## Biografie
Ion Ioanid s-a născut la 28 martie 1926 în comuna Ilovăț, județul Mehedinți (tatăl său, Tilică Ioanid, boier și ministru, a decedat în 1940). Tot la Ilovăț, în casa părintească, a fost botezat de preotul din sat. Naș i-a fost Octavian Goga, cu care tatăl lui a fost prieten nedespărțit de-a lungul întregii vieți atât de agitate a generației lor. Primele clase de liceu le-a făcut în București, la Liceul Sfântul Sava, iar ultimele la "Spiru Haret". Bacalaureatul și-l dă în 1944, împreună cu absolvenții liceelor din Turnu Severin, în localul școlii din Sisești, comună în care, din cauza bombardamentelor anglo-americane, se refugiaseră profesori și candidați. În toamna aceluiași an, din cauza invaziei sovietice, ajunge cu întârziere în București și pierde termenul de înscriere la facultate. S-a înscris apoi la Facultatea de Drept, dar în anul al treilea a fost exmatriculat din cauza originii sociale "nesănătoase". 
În 1949 a fost arestat și anchetat pentru o presupusă acțiune de spionaj, dar după câteva zile a fost pus în libertate, din totală lipsă de probe. Securitatea fusese de abia înființată, prin reorganizarea serviciului Siguranței Statului, și nu își definitivase încă metodele de acțiune.
În iulie 1952 este însă arestat din nou, de aceasta dată judecat și condamnat la 20 de ani muncă forțată. După un scurt popas în Jilava și Oradea, este trimis, împreună cu un lot numeros, la mina de plumb de la Cavnic, de unde, în primăvara anului următor (1953), evadează împreună cu alți câțiva deținuți. După câteva luni de libertate trăită în clandestinitate, este prins și se întoarce îndărăt în temniță, printre camarazii săi.

## O viață nouă
Va fi eliberat în 1964, o dată cu eliberarea generală a tuturor deținuților politici, iar după cinci ani, în 1969, reușește să emigreze în Republica Federală Germania, unde i se acordă azil politic. Stabilit la München, lucrează în primul an ca muncitor necalificat. La circa un an de la stabilirea sa în Germania, a fost angajat de departamentul românesc al postului de radio Europa Liberă, de la microfonul căruia s-a adresat timp de aproximativ 24 de ani românilor, informându-i și îmbărbătându-i, până la pensionare. 
După decembrie 1989 și-a publicat în țară cartea intitulată Închisoarea noastră cea de toate zilele, monumentală frescă a vieții deținuților din închisorile comuniste, comparabilă în multe privințe cu scrisul deconspirator al lui Soljenițîn. 
Prima ediție a acestei cărți a apărut în Editura Albatros (5 volume), iar a doua la Humanitas (în trei volume). Încă de la apariția primelor volume, cartea a fost remarcată atât de critica literară, cât și de cei interesați de memorialistica de închisoare ca document istoric sau psihologic. În această operă a sa, Ion Ioanid reușește, printre altele, să zugrăvească o întreagă galerie de caractere umane. Se pare că acest lucru l-a interesat cu precădere, căci este semnificativ faptul că, atât la început, cât și în ultimele pagini ale volumului 5, face considerații despre "caracter" și "caractere". 
Ion Ioanid s-a stins din viață duminică 12 octombrie 2003, la München, departe de țara în care și pentru care a suferit. Monumentala sa operă, „Închisoarea noastră cea de toate zilele“ (5 volume, în ediția princeps), pe care ne-a lăsat-o moștenire, nu este doar literatură, sau nu este în primul rând literatură, ci un document cutremurător.

## Citate
„Recunosc că nici înainte de arestare și cu atît mai mult după experiența vieții petrecute în închisoare nu m-au impresionat și nu am fost în stare să acord respectul cuvenit, din principiu, gradelor, titlurilor, sau membrilor ierarhiei vreunei organizații, fie ea politică, militară, ori bisericească, decît în măsura în care oamenii care le reprezentau erau, într-adevăr, respectabili. Nici uniformele, nici numele sonore, nici originea socială, nici chiar vîrsta părului cărunt nu m-au împiedicat să-i apreciez după alte criterii decît ale onestității și caracterului integru. [...]
Am respectat și admirat numai noblețea de caracter. Nu cred că te înnobilează nici sîngele, nici gradul de cultură, nici munca !” (Închisoarea noastră cea de toate zilele, ediția I, Albatros, București, 1996, vol. 5, p. 264)
„În virtutea aceleiași solidarități, care mă leagă si azi de vechii mei camarazi de detenție, dedic această carte de amintiri celor care au trecut prin închisorile comuniste și nu mai sunt acum printre noi, ca sa știe, acolo în lumea în care se afla, ca nu i-am uitat. De asemenea, și celor care au supraviețuit închisorilor și își trăiesc ultimii ani într-o "libertate" suspectă , care pregetă să le facă dreptate. Dar am scris aceste amintiri și pentru ceilalți, pentru acei neoameni care și-au legat semenii în lanțuri, i-au lovit și schingiuit, i-au înfometat și i-au ucis fără milă, ca să știe și ei că nu i-am uitat și că numele și faptele lor vor fi consemnate în paginile de rușine ale istoriei noastre" (Închisoarea noastră cea de toate zilele, ediția I, Albatros, București, 1996, vol. 5, p. 269)

### Cărți publicate
- Închisoarea noastră cea de toate zilele, volumul 1 (anii 1949, 1952-1954), Editura Albatros 1991
- Închisoarea noastră cea de toate zilele, volumul 2 (anii 1953-1955), Editura Albatros 1991